# Ricardo Lucas
Ricardo Lucas (sinh ngày 2 tháng 5 năm 1974) là một cầu thủ bóng đá người Brasil.

## Đội tuyển bóng đá quốc gia Brasil
Ricardo Lucas thi đấu cho đội tuyển bóng đá quốc gia Brasil từ năm 1997.

## Thống kê sự nghiệp
| Đội tuyển bóng đá Nhật Bản | Đội tuyển bóng đá Nhật Bản | Đội tuyển bóng đá Nhật Bản |
| Năm                        | Trận                       | Bàn                        |
| -------------------------- | -------------------------- | -------------------------- |
| 1997                       | 5                          | 2                          |
| Tổng cộng                  | 5                          | 2                          |